# Boukhanafis
Boukhanafis (în arabă بو خنيفيس) este o comună din provincia Sidi Bel Abbès, Algeria.
Populația comunei este de 10.520 de locuitori (2008).